# Beachwood Canyon
Beachwood Canyon es una comunidad en el distrito de Hollywood Hills, en la zona norte de Hollywood en Los Ángeles, California. La zona superior de la comunidad es la urbanización Hollywoodland, que en los años 20 era anunciada por el cartel de Hollywoodland. La comunidad tiene su propio mercado, cafetería y establos.

## Educación
El vecindario está en el área de escuelas del Distrito Escolar Unificado de Los Ángeles.